# 山本圭 (政治学者)
山本 圭（やまもと けい、1981年〈京都府出身〉- ）は、日本の政治学者。
立命館大学法学部教授として、政治理論・政治思想史・民主主義論を専門とする。
博士（学術）を名古屋大学大学院で取得し、岡山大学で講師を務めた後、立命館大学に着任した。2025年現在、政治思想学会などの学会委員を務めている。

## 経歴
名古屋大学大学院国際言語文化研究科博士課程を単位取得退学後、博士（学術）を取得。岡山大学大学院教育学研究科専任講師、国際基督教大学などを経て、2017年より立命館大学法学部准教授、2025年度より教授に就任した。政治思想学会のほか社会思想史学会などで事務局・常任幹事を務める。

## 著作

### 単著
- 『不審者のデモクラシー―ラクラウの政治思想』 岩波書店、2016年。ISBN 978‑4‑00‑061128‑6。
- 『アンタゴニズムス―ポピュリズム〈以後〉の民主主義』 共和国、2020年。ISBN 978‑4‑907986‑68‑8。
- 『現代民主主義―指導者論から熟議、ポピュリズムまで』 中央公論新社〈中公新書〉、2021年。ISBN 978‑4‑12‑102631‑6。
- 『嫉妬論――民主社会に渦巻く情念を解剖する』 光文社〈光文社新書1297〉、2024年2月15日。ISBN 978‑4‑334‑10224‑1。

## 寄稿・掲載記事
- 「政治的分極化から『生産的な対立』へ ― いま、危機にあるという〈公共〉のこと」『中央公論』2025年7月号、中央公論新社、2025年6月発行。[1]

## 対談
2025年5月9日、『婦人公論.jp』にてエッセイストの斉藤ナミとの対談「あなたにとって、嫉妬とは何か」が公開された。嫉妬心や感情との向き合い方について議論された。